# Wayne McGregor
Pour les articles homonymes, voir McGregor.
Wayne McGregor né le 12 mars 1970 à Stockport dans le comté du Grand Manchester en Angleterre, est un danseur et chorégraphe de danse contemporaine britannique.

## Biographie
Après avoir étudié la danse au Bretton Hall College of Education (en), à West Bretton et dans la José Limon School de New York, Wayne McGregor fonde en 1992 sa propre compagnie : la Wayne McGregor Random Dance Company et se fait remarquer dès ses premières chorégraphies, Xeno 1 2 3 (1993) et Labrax (1994). De 1993 à 1994, il est chorégraphe-résident du Place Theatre. Parallèlement à sa compagnie, il mène avec succès d'autres projets importants, chorégraphiant les opéras Orpheus et Eurydice (1994) et le Mariage de Figaro (1995) pour le Scottish Opera, Salome (1996) pour l'English National Opera ainsi que pour le film Bent de Sean Mathias). Il est également l'auteur de la chorégraphie du clip de la chanson Lotus Flower de Radiohead. Une caractéristique des chorégraphies de McGregor est l'énergie et la fluidité mêlées à l'utilisation de nombreux outils technologiques pour la mise en scène.
Il est fait Commandeur de l'Ordre de l'Empire britannique le 31 décembre 2010, pour services rendus à la danse.

## Principales chorégraphies
- 1993 : Xeno 1-2-3
- 1994 : Labrax
- 1995 : Sever
- 1995 : AnArkos
- 1995 : For Bruising Archangel
- 1995 : Jacob's Membrane
- 1995 : Cyborg
- 1996 : 8 Legs of the Devil
- 1997 : 53 Bytes
- 1997 : Millenarium
- 1998 : Sulphur 16
- 2000 : Aeon
- 2001 : Symbiont(s) pour The Royal Ballet
- 2001 : Digit01
- 2001 : Brainstate
- 2002 : Nemesis
- 2002 : PreSentient pour Rambert Dance Company
- 2003 : Polar Sequences
- 2003 : Qualia pour The Royal Ballet
- 2003 : 2Human pour English National Ballet
- 2003 : Alpha
- 2004 : AtaXia
- 2005 : Eden - Eden pour Stuttgart Ballet
- 2005 : Engram pour The Royal Ballet
- 2005 : Amu sur une bande sonore originale commissionnée à Sir John Tavener
- 2006 : Ossein
- 2006 : Skindex pour Nederlands Dans Theater
- 2006 : Erazor
- 2006 : Chroma pour The Royal Ballet
- 2006 : Dido and Aeneas pour The Royal Ballet et The Royal Opera
- 2007 : [memeri]
- 2007 : Genus sur une musique originale de Joby Talbot et Deru pour le Ballet de l'Opéra de Paris
- 2007 : Nimbus pour The Royal Ballet
- 2008 : Renature pour Nederlands Dans Theater
- 2008 : Infra pour The Royal Ballet
- 2008 : Entity
- 2009 : Dyad 1929 pour The Australian Ballet
- 2009 : Dyad 1909
- 2009 : Limen pour The Royal Ballet
- 2010 : Outlier pour New York City Ballet
- 2011 : Far
- 2011 : L'Anatomie de la sensation (pour Francis Bacon) pour le Ballet de l'Opéra de Paris
- 2015 : Woolf Works pour The Royal Ballet
- 2015 : Tree of Codes pour le Ballet de l'Opéra de Paris et des danseurs de Company Wayne McGregor
- 2021-2023 : Dante Project pour The Royal Ballet et le Ballet de l'Opéra de Paris

## Prix et distinctions
- 2011 : Commandeur de l'Ordre de l'Empire britannique